# Port lotniczy José Leonardo Chirino
Port lotniczy José Leonardo Chirino (IATA: CZE, ICAO: SVCR) – port lotniczy położony w Coro, w stanie Falcón, w Wenezueli.